# Elemento de línea

Elemento de línea vectorial dr (verde) en el espacio euclídeo 3d, donde λ es un parámetro de la curva espacial (verde claro)

En geometría, un elemento de línea o elemento de longitud se puede considerar informalmente como un segmento de línea asociado con un desplazamiento infinitesimal en un espacio métrico. La longitud del elemento de línea, que puede considerarse como una longitud de arco diferencial, es una función del tensor métrico y se denota por {\displaystyle ds}.
Los elementos de línea se utilizan en física, especialmente en las teorías vinculadas a la gravedad (especialmente, en la relatividad general) en las que el espacio-tiempo se modela como una variedad pseudoriemanniana curva con un tensor métrico apropiado.

## Formulación general

### Definición de elemento lineal y de longitud de arco
La definición independiente del sistema de coordenadas del cuadrado del elemento lineal ds en una variedad pseudoriemanniana o riemaniana n-dimensiónal (en física, generalmente una variedad lorentziana) es el "cuadrado de la longitud" de un desplazamiento infinitesimal {\displaystyle d\mathbf {q} } (en variedades pseudo riemannianas puede ser negativo) cuya raíz cuadrada debe usarse para calcular la longitud de la curva:
{\displaystyle ds^{2}=d\mathbf {q} \cdot d\mathbf {q} =g(d\mathbf {q} ,d\mathbf {q} )}
donde g es el tensor métrico, · denota un espacio prehilbertiano y dq un desplazamiento infinitesimal en la variedad (pseudo) riemanniana. Al parametrizar una curva {\displaystyle q(\lambda )}, se puede definir la longitud de arco del desarrollo de la curva entre {\displaystyle q(\lambda _{1})} y {\displaystyle q(\lambda _{2})} como la integral:.
{\displaystyle s=\int _{\lambda _{1}}^{\lambda _{2}}d\lambda {\sqrt {\left|ds^{2}\right|}}=\int _{\lambda _{1}}^{\lambda _{2}}d\lambda {\sqrt {\left|g\left({\frac {dq}{d\lambda }},{\frac {dq}{d\lambda }}\right)\right|}}=\int _{\lambda _{1}}^{\lambda _{2}}d\lambda {\sqrt {\left|g_{ij}{\frac {dq^{i}}{d\lambda }}{\frac {dq^{j}}{d\lambda }}\right|}}}
Para calcular una longitud sensible de curvas en variedades pseudo riemannianas, es mejor suponer que los desplazamientos infinitesimales tienen el mismo signo en todas partes. Por ejemplo, en física, el cuadrado de un elemento lineal en una curva de línea de tiempo sería (según la convención de signos {\displaystyle -+++}) negativo y la raíz cuadrada negativa del cuadrado del elemento lineal en la curva mediría el tiempo propio que transcurre para un observador que se mueve sobre la curva. Desde este punto de vista, la métrica también define, además del elemento de línea, el elemento de superficie y el elemento de volumen.

### Identificación del cuadrado del elemento lineal con el tensor métrico
Dado que {\displaystyle d\mathbf {q} } es un "cuadrado de la longitud del arco" arbitrario, {\displaystyle ds^{2}} define completamente la métrica y, por lo tanto, suele ser mejor considerar la expresión de {\displaystyle ds^{2}} como una definición del tensor métrico en sí, escrito en una notación sugerente pero no tensorial:
{\displaystyle ds^{2}=g}
Esta identificación del cuadrado de la longitud del arco {\displaystyle ds^{2}} con la métrica es aún más fácil de ver en coordenadas curvilíneas q= (q1, q2, q3, ..., qn) por lo general de n dimensiones, donde se escribe como un tensor simétrico de rango 2 que coincide con el tensor métrico:
{\displaystyle ds^{2}=g_{ij}dq^{i}dq^{j}=g.}
Aquí, los índices i y j toman los valores 1, 2, 3, ..., n y se utiliza el convenio de suma de Einstein. Ejemplos comunes de espacios (pseudo) riemannianos incluyen el espacio físico tridimensional (sin la inclusión de coordenadas de tiempo) y, de hecho, el espacio-tiempo de cuatro dimensiones.

## Elementos lineales en el espacio euclidiano
A continuación se muestran ejemplos de cómo se determinan los elementos de línea a partir de la métrica.

### Coordenadas cartesianas
El elemento de línea más simple se expresa en coordenadas cartesianas, en cuyo caso la métrica es solo la delta de Kronecker:
{\displaystyle g_{ij}=\delta _{ij}}
(aquí i, j = 1, 2, 3 para el espacio) o en forma matricial (i denota fila, j denota columna):
{\displaystyle [g_{ij}]={\begin{pmatrix}1&0&0\\0&1&0\\0&0&1\end{pmatrix}}}
Las coordenadas curvilíneas generales se reducen a coordenadas cartesianas:
{\displaystyle (q^{1},q^{2},q^{3})=(x,y,z)\,\Rightarrow \,d\mathbf {r} =(dx,dy,dz)}
y entonces
{\displaystyle ds^{2}=g_{ij}dq^{i}dq^{j}=dx^{2}+dy^{2}+dz^{2}}

### Coordenadas curvilíneas ortogonales
Para todas las coordenadas ortogonales, la métrica viene dada por:
{\displaystyle [g_{ij}]={\begin{pmatrix}h_{1}^{2}&0&0\\0&h_{2}^{2}&0\\0&0&h_{3}^{2}\end{pmatrix}}}
donde
{\displaystyle h_{i}=\left|{\frac {\partial \mathbf {r} }{\partial q^{i}}}\right|}
para i = 1, 2, 3 son factores de escala, por lo que el cuadrado del elemento de línea es:
{\displaystyle ds^{2}=h_{1}^{2}(dq^{1})^{2}+h_{2}^{2}(dq^{2})^{2}+h_{3}^{2}(dq^{3})^{2}}
A continuación se muestran algunos ejemplos de elementos de línea en estas coordenadas:
| Sistema de coordenadas | (q1, q2, q3) | Métrica                                                                                              | Elemento de línea                                                                     |
| ---------------------- | ------------ | --- | ------------------------------------------------------------------------------------- |
| Cartesianas            | (x, y, z)    | {\displaystyle [g_{ij}]={\begin{pmatrix}1&0&0\\0&1&0\\0&0&1\\\end{pmatrix}}}                         | {\displaystyle ds^{2}=dx^{2}+dy^{2}+dz^{2}}                                           |
| Polares planas         | (r, θ)       | {\displaystyle [g_{ij}]={\begin{pmatrix}1&0\\0&r^{2}\\\end{pmatrix}}}                                | {\displaystyle ds^{2}=dr^{2}+r^{2}d\theta ^{2}}                                       |
| Esféricas              | (r, θ, φ)    | {\displaystyle [g_{ij}]={\begin{pmatrix}1&0&0\\0&r^{2}&0\\0&0&r^{2}\sin ^{2}\theta \\\end{pmatrix}}} | {\displaystyle ds^{2}=dr^{2}+r^{2}d\theta \ ^{2}+r^{2}\sin ^{2}\theta \ d\phi \ ^{2}} |
| Cilíndricas polares    | (r, θ, z)    | {\displaystyle [g_{ij}]={\begin{pmatrix}1&0&0\\0&r^{2}&0\\0&0&1\\\end{pmatrix}}}                     | {\displaystyle ds^{2}=dr^{2}+r^{2}d\theta \ ^{2}+dz^{2}}                              |

## Coordenadas curvilíneas generales
Dada una base arbitraria de un espacio de dimensión {\displaystyle n,\{{\hat {b}}_{i}\}}, la métrica se define como el producto interno de los vectores de la base.
{\displaystyle g_{ij}=\langle {\hat {b}}_{i},{\hat {b}}_{j}\rangle }
donde {\displaystyle 1\leq i,j\leq n} y el producto interno están con respecto al espacio envolvente (generalmente, su {\displaystyle \delta _{ij}})
en una base de coordenadas {\displaystyle {\hat {b}}_{i}={\frac {\partial }{\partial x^{i}}}}
La base de coordenadas es un tipo especial de base que se utiliza habitualmente en geometría diferencial.

## Elementos de línea en el espacio-tiempo 4d

### Espacio-tiempo de Minkowski
El espacio-tiempo de Minkowski tiene la expresión:
{\displaystyle [g_{ij}]=\pm {\begin{pmatrix}1&0&0&0\\0&-1&0&0\\0&0&-1&0\\0&0&0&-1\\\end{pmatrix}}}
Cuando se elige un signo u otro, se utilizan ambas convenciones. Esto se aplica solo para el espacio-tiempo de Minkowski. Las coordenadas vienen dadas por el cuadrivector:
{\displaystyle \mathbf {x} =(x^{0},x^{1},x^{2},x^{3})=(ct,\mathbf {r} )\,\Rightarrow \,d\mathbf {x} =(cdt,d\mathbf {r} )}
y entonces, el elemento de línea es:
{\displaystyle ds^{2}=\pm (c^{2}dt^{2}-d\mathbf {r} \cdot d\mathbf {r} ).}

### Coordenadas de Schwarzschild
En el sistema de Schwarzschild las coordenadas son {\displaystyle \left(t,r,\theta ,\phi \right)}, siendo la métrica general de la forma:
{\displaystyle [g_{ij}]={\begin{pmatrix}-a(r)^{2}&0&0&0\\0&b(r)^{2}&0&0\\0&0&r^{2}&0\\0&0&0&r^{2}\sin ^{2}\theta \\\end{pmatrix}}}
(nótese las similitudes con la métrica en coordenadas polares esféricas en 3D).
Entonces, el elemento de línea es:
{\displaystyle ds^{2}=-a(r)^{2}\,dt^{2}+b(r)^{2}\,dr^{2}+r^{2}\,d\theta ^{2}+r^{2}\sin ^{2}\theta \,d\phi ^{2}.}

### Espacio-tiempo general
La definición independiente de las coordenadas del cuadrado del elemento lineal ds en el espacio-tiempo es:
{\displaystyle ds^{2}=d\mathbf {x} \cdot d\mathbf {x} =g(d\mathbf {x} ,d\mathbf {x} )}
En términos de coordenadas:
{\displaystyle ds^{2}=g_{\alpha \beta }dx^{\alpha }dx^{\beta }}
donde para este caso los índices α y β se aplican sobre 0, 1, 2, 3 para el espacio-tiempo.
Este es el espacio-tiempo: la medida de separación entre dos sucesos arbitrariamente cercanos en el espacio-tiempo. En teoría de la relatividad especial es invariante bajo la transformación de Lorentz. En la relatividad general es invariante bajo transformaciones de coordenadas diferenciables invertibles arbitrarias.